# Stormont House

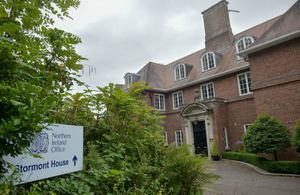
Das Stormont House ist Sitz des Nordirland-Ministeriums in Belfast.

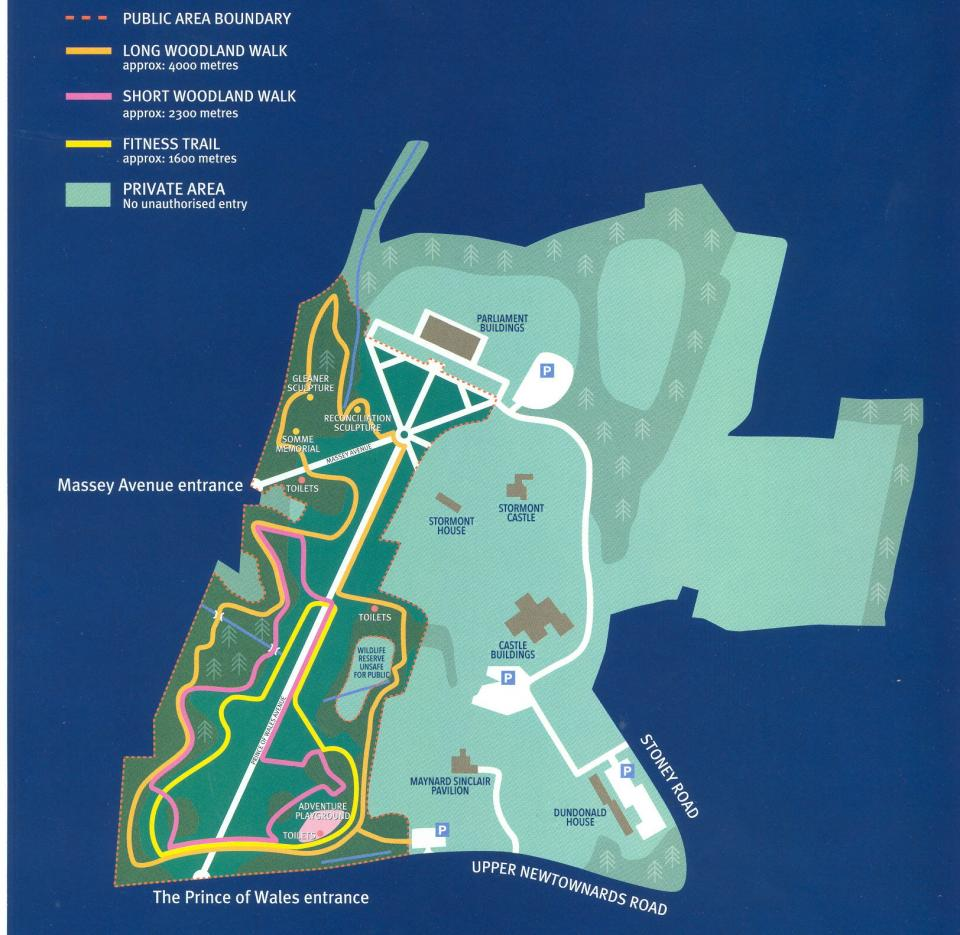
Das Stormont House liegt mitten auf dem Stormont Estate.

Stormont House (auch: Speaker’s House) ist ein im Jahr 1926 im neo-georgianischen Baustil aus rotem Backstein errichtetes zweistöckiges Gebäude. Es befindet sich mitten auf dem Stormont Estate südlich des Parlamentsgebäudes der nordirischen Hauptstadt Belfast, beherbergt das Northern Ireland Office (NIO) und ist der Sitz des britischen Nordirland-Ministers (englisch Secretary of State for Northern Ireland).

## Geschichte
Nach dem Government of Ireland Act von 1920 wurde das Anwesen Stormont Castle als Sitz der neu gebildeten Regierung und des Parlaments in Nordirland ausgewählt. Dazu wurde das Stormont Estate 1921 von der Regierung als Baugrundstück erworben und dort das Parlamentsgebäude 1932 fertiggestellt und eröffnet. Architekt des Speaker’s House war Ralph Knott (1878–1929), ein Partner von Knott & Collins, der ebenfalls die London County Hall nahe der Westminster Bridge entworfen hatte. Es war als ergänzender Verwaltungsblock geplant, in denen Büros des öffentlichen Dienstes untergebracht werden sollten.
Bis 1945 war es die offizielle Residenz des Speaker des NI House of Commons („Vorsitzender des nordirischen Unterhauses“), eines Amtsträgers vergleichbar mit dem Speaker des britischen House of Commons, des Parlaments des Vereinigten Königreichs in London. Danach wurde es die Residenz des nordirischen Premierministers Sir Basil Brooke, bevor es seiner heutigen Verwendung zugeführt wurde.
In den 1970er Jahren erfuhr das Gebäude eine Erweiterung. An seiner Ostseite wurde ein großer zweistöckiger Verwaltungstrakt hinzugefügt.